# Becifring
En becifring angiver, hvilken akkord, der skal spilles. I stedet for at skrive harmonien ud i noder, bruges en kombination af bogstaver, tal samt tegn. 

Syntaks: grundtone[m(mol)] [+ tilføjede toner][+ændring af treklang][+ /(bastone)]

Eksempler på typer af becifringer:
- C – C-dur
- Cm – C-mol
- C7 – C-dur med tilføjet lille septim
- Cm7 – C-mol med tilføjet lille septim
- Cm7b5 (alternativt Cø) – C-mol med lille septim og sænket kvint (halvformindsket akkord)
- Cdim (alternativt Co) – formindsket akkord, udelukkende små tertser
- Cmaj7 (alternativt CΔ7 eller CΔ) – C-dur med tilføjet stor septim
- Csus4 – kvartkvintforudhold, tertsen er erstattet af kvarten
- F/c – F-dur med kvinten i bassen (funktionsharmonisk ofte en C-dur med hævet terts og kvint, et såkaldt kvartsekstforudhold)
- C+ – C-dur med kvinten hævet et halvt trin, udelukkende store tertser (forstørret akkord)
- C6/9 – C-dur med sekst og none tilføjet
- C/a – C-dur med a som tilføjet bastone
- C/3 – C-dur med tertsen (3. trin) i bassen
- Gadd9 – G-dur med tilføjet none, men uden septim
- G11 – G-dur med tilføjet 7-9-11’er (ofte noteret reduceret som F/g eller evt. Dm7/g)
- E♭9 – Es-dur med tilføjet stor none (og lille septim)
- E♭9 – E-dur med tilføjet lille none (og lille septim)
- F♯7♯9 – Fis-dur med lille septim og forstørret none

Andre becifringseksempler: 
- Csus2 – C med sekund som terts-erstatning
- C5 – den såkaldte "power-akkord"